# Floris Adriaan van Hall
Floris Adriaan van Hall (Amsterdam, 15 maggio 1791 – L'Aia, 29 marzo 1866) è stato un politico olandese, primo ministro dei Paesi Bassi dal 19 aprile 1853 al 1º luglio 1856 e dal 23 febbraio 1860 al 14 marzo 1861.

## Biografia
Dopo aver studiato Giurisprudenza all'università di Amsterdam e Leida inizia a esercitare la professione di avvocato.
Nel 1842 il re Guglielmo II lo nomina ministro della Giustizia (al posto di Cornelis van Maanen) e, un anno dopo, ministro delle Finanze.
Nel 1856 viene nominato baronetto.